# Caroline Schmidt
Sara Caroline Schmidt Johnsson, född 2 oktober 1960 i Bergsjö församling i Gävleborgs län, är en svensk centerpartistisk politiker.
Caroline Schmidt var kommunstyrelsens ordförande i Hudiksvalls kommun under mandatperioden 2010–2014. Hon har sedan 2014 varit oppositionsråd och andre vice ordförande i kommunstyrelsen.